# Манастир Светог Наума
Манастир Светог Наума код Охрида је један од најзначајнијих манастира у Македонији.
Налази се у најјужнијем делу македонског дела охридског језера, на граници са Албанијом. У манастирској цркви Светог Наума налазе се мошти Светог Наума, ученика солунске браће светих Ћирила и Методија. Свети Наум Охридски је заједно са Светим Климентом Охридским ширио хришћанство на просторима јужног Балкана, понајвише око Охридског језера.
Манастир је основао сам Свети Наум и саграђен је 905, који је око 910. године у њему и сахрањен. Гроб - мермерни саркофаг светог Наума се налазе у десном крилу цркве, у посебном мањем простору. Према легенди ако се наслони глава на гроб, чује се битје срца светог Наума. Мошти Св. Наума су помогле код неких болесника да се исцеле, па зато манастир походе и поклоници и болесници, тражећи лека од светитеља. Тај манастир се у народу звао и Св. Сиум и Св. Заума, тј. "за ум-а" - због моћи за лечење душевних болести.

## Историја
По предању основао га је Наум, ученик Климентов, око 900. године. За Климента се мисли да је био Бугарин, а народност Наумова није утврђена. Он је са Климентом отишао у "Бугарску" 886. године, и настанили су се и живели у Кутмичивици, а највише у Ђавату код Охридског језера. Наум је прво био свештеник, па се касније замонашио у манастиру, где је и умро. Климент је записао да га је наговарао Наум, да се охрабри и почне превођење неких црквених књига, са грчког на старословенски језик.
Манастирски храм је прво био посвећен Св. арханђелу Михајлу, а касније прозван по Св. Науму, које ту сахрањен. Манастирска слава је празник Св. Климента и Наума.
Постојало је упечатљиво предање о послушном медведу, који је орао са волом вукући рало. Наиме по тој легенди ("Охридској") једном сељаку, који је са два вола орао своју њиву у близини манастира, медвед је убио једног вола у јарму. Очајни сељак се клечећи јадао Богу, и у једном тренутку пре њим се појавио Св. Наум. Када је чуо сељакову јадиковку и сам се ту пред њим усрдно помолио Богу. На крају је рекао сељаку да не тугује, јер ће опет доћи медвед - али да му помогне. И заиста после неког времена дође исти онај медвед, провуче главу кроз јарам и са другим волом је вукао рало, док нису све завршили. Наводно је медвед сваке године "служио" код тог сељака. На тај догађај је подсећала велика слика изнад улаза, са том композицијом. А у манастиру је до почетка 20. века чуван и велики препарирани медвед.
Српски (зетски) краљ Јован Владимир је подигао православну цркву у Елбасану, и обновио "славни" манастир Св. Наума на обали језера "као уздарје Господу за победу над непријатељем своје земље и свога народа".
Почетком 18. века темељно је реконструисана црква Св. Наума, са иконостасом у барокном стилу (рад Константина зографа из 1711-1716) и комплекс манастирских зграда, у којем је могло да коначи до 100 путника. Гради се тада архиепископска палата и почиње штампање животописа охридских светитеља (1741). На иконостасу манастирске цркве Св. Наума, међу престоним иконама постављена је икона Св. Владимира и Св. Марине. Ове иконе су пандан такође престоним иконама, Св. Климента и Св. Наума. Између ових је у минијатурном виду постављен призор "Успење Св. Наума." Положај иконе Св. Владимира, на иконостасу сведочи о његовом ктиторству.
Христифор Жефаровић је 1743. године нацртао графиком на листу, лик Св. Наума, што је допринело популарисању свечевом. Сачуван је стари дрвени, округли манастирски печет из 1774. године. На њему је лик Св. Наума са дугом брадом, и около текст исписан на грчком језику (у преводу): "Печат свештеног манастира светог богоносног нашег оца Наума Чудотворца 1774.". Стара манастирска кула, позната као "Пирг Св. Владимира" порушена је 1929. године. На иницијативу краља Александра Карађорђевића подигнута је у манастиру нова кула. У приземљу те куле је уређена капела Св. Владимира, са лепим уљаним фрескама.
Део манастира била је и испосница Св. Наума. Њу је градио 1361. године "ћесар Гргур", брат Вука Бранковића. Ту је након Првог светског рата живео испосник монах Симеон Милосављевић звани "Жути ђаво". Он је по казни због тога што је био "наопак и луд", ту био послат из једног манастира код Крагујевца.

### Ослобођење
Српска војска је ослободила подручје манастира у новембру 1912, након Битољске битке. Српске пограничне власти су прво биле у Поградецу али су се морале повући у Св. Наум након Конференције амбасадора у Лондону 1913, на "компромисну линију". У јануару/фебруару 1916. аустроугарска команда ће једним коминикеом јавити о довршеној окупацији Србији управо заузимањем Св. Наума.
У манастир је 1920. године дошао да буде искушеник Добривоје, родом из околине Крушевца, будући монах Калист. Он је сликовито описао тадашње манастирске прилике, где је почео искушеништво као свињар. У манастиру је тада поред монаха Срба, било још два Руса монаха, 37 искушеника и 75 слугу. Манастирско имање је износило око 2000 хектара земље; више оранице а мање пашњака. Земљу су радили сељаци-наполичари и слуге манастирске. Од сточног блага наводи он 1400 оваца, 150 свиња, 120 говеда, 75 товарних коња, шест бивола и 15 магараца. Манастиру је припадала обала Охридског језера у дужини од око два километра. Ту се ловила квалитетна риба, са мрежама дугим наводно по 500 метара, а високим осам метара. Монаси из Србије су са собом донели 2000 садница шљива маџарки, "за шта их је држава наградила". Старешина манастира 1931. године био је прота Стеван Ђорђевић (још увек и 1938).
Једна комисија је у новембру 1921. овлашћена од савезника да изврши исправку албанске границе, на основу чега је одлуком Конференције амбасадора од 6. децембра 1922. манастир припао Албанији. Краљевина СХС није пристајала на то, па је у јулу 1924. спор изнесен пред Хашки суд. У септембру је донесена одлука која је деловала неповољно за КСХС, али Савет Друштва народа је следећег месеца упутио одлуку Конференцији амбасадора. Министарство иностраних дела је у новембру 1924. објавило Плаву књигу докумената о овом питању. Власти КСХС и Албаније су се у јулу 1925. договориле да ће манастир дефинитивно припасти КСХС, у замену за јужније село Peshkëpi, а што је затим прихватила и Конференција амбасадора.
Године 1940. писале су новине да су Цигани из Рeсна, поклонили звоно цркви манастира Св. Наума.